# Bocadillo
Pour l’article homonyme, voir Bocadillo (pain).

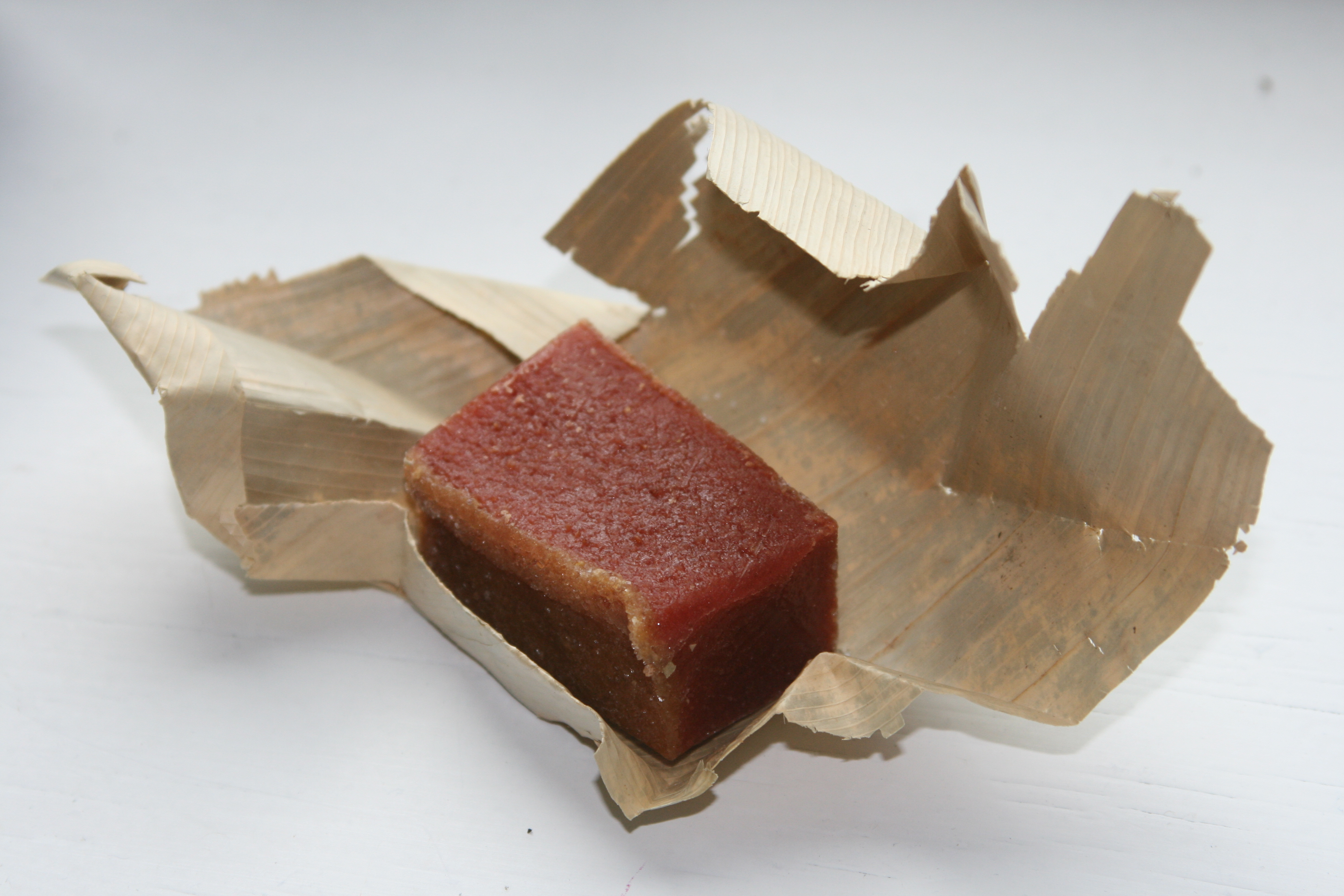
Bocadillo colombien.

Le bocadillo (lire : boka'dijo) est une confiserie traditionnelle de Colombie, aussi connue au Venezuela et au Panama, réalisée à partir de pâte de goyave et de panela.

## Bocadillo veleño
Le bocadillo veleño (lire : boka'dijo belegno), est la dénomination régionale en Colombie de cette confiserie, le nom veleño vient de la ville de Vélez dans le département de Santander. Cette ville est considérée comme étant le plus important centre de production industriel et traditionnel.